# 大扎卜河
大扎卜河（羅馬化：zaba-elu，羅馬化：al-Zāb al-Kabīr；庫德語：或，羅馬化：zāba ʻalya），是底格里斯河的支流，河上建有大坝，被广泛用于灌溉和水力发电。
大扎卜河发源于土耳其东南部山脉，向南流经伊拉克，在摩苏尔以南注入底格里斯河，全长426公里。大扎卜河可视为伊拉克库尔德人的分界线，也是库尔德自治区的边界。750年，倭马亚王朝与阿拔斯王朝在此进行了扎卜河战役。
大扎卜河與小扎卜河之间的土地曾是古代亚述文明的所在。